# Тунгудский район
Тунгудский район — административно-территориальная единица в составе Карельской АССР и Карело-Финской ССР, существовавшая в 1927—1955 годах. Центром района было село Лехта.
Тунгудский район был образован в 1927 году в составе Карельской АССР. В состав района из упразднённого Кемского уезда вошли: Летнеконецкая волость полностью; Тунгудская волость без селений Хижезеро, Пертозеро, Онигма, Кучезеро и Каллива-Лахта; Ушковский с/с Маслозерской волости.
По данным 1930 года Тунгудский район включал 7 с/с: Березовский, Кевятозерский, Лехтинский, Никоновосельгский, Ноттаваракский, Тунгудский и Ушковский.
По данным переписи 1939 года в Тунгудском районе проживало 11 175 чел., в том числе 46,3 % — русские, 34,6 % — карелы, 5,4 % — немцы, 5,3 % — украинцы, 3,4 % — поляки, 1,4 % — мордва, 1,0 % — финны.
С 15 августа 1952 по 23 апреля 1953 года район входил в состав Сегежского округа.
24 июня 1955 года Тунгудский район был упразднён, а его территория передана в Беломорский район.